# Адзерихо, Владимир Васильевич
Владимир Васильевич Адзерихо (род. 18 августа 1929, село Живоглодовичи Краснослободского района, ныне Минской области Республики Беларусь — ?) — украинский советский деятель, секретарь Запорожского областного комитета КПУ, 1-й секретарь Заводского районного комитета КПУ города Запорожье.

## Биография
Родился в крестьянской семье Василия Яковлевича Адзерихо и Ольги Антоновны Адзерихо-Киняк. В 1935 году вместе с родителями переехал в город Лысьва Пермской области. С 1937 по 1947 год учился в средней школе города Лысьва.
В сентябре 1947 — феврале 1954 года — студент факультета электрификации промышленности и транспорта Московского энергетического института, получил специальность инженера-электромеханика.
В мае 1954 — июне 1958 года — мастер-электрик, в июне 1958 — феврале 1959 года — старший мастер-электрик, в феврале 1959 — марта 1961 года — старший электрик сталеплавильного цеха № 1 Запорожского завода «Днепроспецсталь».
Член КПСС с августа 1958 года.
В марте 1961 — сентябре 1964 года — секретарь партийного комитета Запорожского завода «Днепроспецсталь».
В сентябре 1964 — сентября 1966 года — старший инженер и секретарь партийной организации на строительстве завода Представительства производственного объединения «Проммашэкспорт» в городе Дургапур Республики Индии.
15 декабря 1966 — 24 ноября 1967 — главный электрик Запорожского завода «Днепроспецсталь».
24 ноября 1967 — 23 июня 1970 — секретарь партийного комитета Запорожского завода «Днепроспецсталь».
23 июня 1970 — 23 апреля 1973 — 1-й секретарь Заводского районного комитета КПУ города Запорожье.
21 марта 1973 — 19 марта 1976 — заместитель председателя, 19 марта 1976 — 30 июня 1977 — 1-й заместитель председателя Запорожского областного совета народных депутатов.
30 июня 1977 — 20 февраля 1990 — секретарь Запорожского областного комитета КПУ (по промышленности).
С февраля 1990 года — на пенсии в городе Запорожье.

## Семья
Жена, Михалева Галина Александровна, работала заместителем начальника планового отдела Запорожского метизного завода.

## Награды
- орден Октябрьской Революции (30.03.1971)
- медаль «За доблестный труд. В ознаменование 100-летия со дня рождения Владимира Ильича Ленина» (1970)
- медали